# کریم الخبیر
کریم الخبیر (انگلیسی: Karim El-Khebir؛ زادهٔ ۴ مه ۱۹۷۴) بازیکن فوتبال اهل نیجر بود.
از باشگاه‌هایی که در آن بازی کرده‌است می‌توان به باشگاه فوتبال والنسین اشاره کرد.